# Yue Qi
Yue Qi es un nanotecnólogo y físico estadounidense nacido en China que se especializa en científicos de materiales computacionales en la Universidad Brown. Ganó el Premio Feynman de Nanotecnología de Teoría de 1999 junto con William Goddard y Tahir Cagin por "trabajar en el modelado de la operación de diseños de máquinas moleculares.

## Educación
Qi se graduó de la Universidad de Tsinghua con una doble licenciatura en ciencias de los materiales e informática en 1996. Como estudiante de posgrado en el laboratorio de William Goddard en el Instituto de Tecnología de California, trabajó en modelado molecular, incluidos nanohilos y metales líquidos binarios. Obtuvo su doctorado en ciencias de los materiales en 2001. Su tesis se tituló "Estudios de dinámica molecular (MD) sobre la transformación de fase y los comportamientos de deformación en metales y aleaciones FCC".

## Carrera
En 2001, Qi se convirtió en investigadora científica en General Motors Research and Development, donde fue reconocida por su trabajo en tribología interfacial y modelado multiescala de plasticidad de aluminio.[Su investigación se centró en el uso del análisis computacional de los límites del grano para mejorar la resistencia y flexibilidad de los paneles de aluminio, así como aplicaciones energéticas como el modelado de membranas de intercambio de protones en pilas de combustible y el estudio de baterías de iones de litio. Qi había completado previamente una pasantía en General Motors como estudiante de posgrado, y se unió a la compañía justo después de graduarse. Dijo que era una de las pocas personas en General Motors con experiencia en física en lugar de ingeniería.[A partir de 2009, también impartió clases en la Universidad de Windsor.
En 2013, se unió a la facultad del Departamento de Ingeniería Química y Ciencia de Materiales de la Universidad Estatal de Michigan.[Su programa de investigación se centra en la simulación de materiales para energía limpia, incluidos los estudios de difusión de la teoría funcional de densidad y los efectos de la deformación mecánica en baterías de iones de litio.[Durante este tiempo también se convirtió en vicepresidenta del capítulo de Michigan de la Sociedad Americana de vacunas. Se mudó a la Universidad Brown como profesora de ingeniería Joan Wernig Sorensen a partir del 1 de julio de 2020.
Qi también ha estado involucrado en numerosos programas de divulgación científica para jóvenes, como el Sally Ride Science Festival for Girls. En junio de 2018 fue nombrada la primera Decana Asociada de Inclusión y Diversidad en la Facultad de Ingeniería de la Universidad Estatal de Michigan.

## Premios y honores
Qi ha recibido múltiples premios en reconocimiento a su trabajo en materiales computacionales tanto durante su tiempo en General Motors como en el mundo académico. Su primer premio llegó en 1999, donde ganó el Premio Feynman de Nanotecnología junto a William Goddard y Tahir Cagin. Posteriormente ganó varios premios GM Campbell durante su tiempo en General Motors. En 2017, Qi ganó la Medalla Brimacombe de la Sociedad de Minerales, Metales y Materiales en reconocimiento a sus contribuciones científicas al campo de los materiales computacionales.

### Otros premios
Desarrollo profesional de jóvenes líderes de la fiebre aftosa 2013